# Ier millénaire av. J.-C.
IIe millénaire av. J.-C. | Ier millénaire av. J.-C. | Ier millénaire
Xe siècle av. J.-C. |
IXe siècle av. J.-C. |
VIIIe siècle av. J.-C. |
VIIe siècle av. J.-C. |
VIe siècle av. J.-C. |

Ve siècle av. J.-C. |
IVe siècle av. J.-C. |
IIIe siècle av. J.-C. |
IIe siècle av. J.-C. |
Ier siècle av. J.-C.
Liste de chronologies par périodes |
Liste des siècles
Le Ier millénaire av. J.-C. a débuté le 1er janvier -1000 et s’est achevé le 31 décembre -1 dans le calendrier julien proleptique.

## Événements
- 900-300 av. J.-C. : maxima glaciaire attesté par la tourbière du glacier de Fernau, avec un intervalle de retrait d'environ un siècle et demi[1].
- 800 av. J.-C. : début de la récession thermique subatlantique qui continue de nos jours[2]. Augmentation sensible de la pluviosité.
- 400-250 av. J.-C. à 150 apr. J.-C. : petit optimum climatique romain[3].

### Afrique
- 1070-664 av. J.-C. : Troisième Période intermédiaire égyptienne[4].

- Vers 900 av. J.-C. : fondation du royaume de Napata « deuxième période » du royaume de Koush (après le royaume de Kerma et avant celui de Méroé)[5].

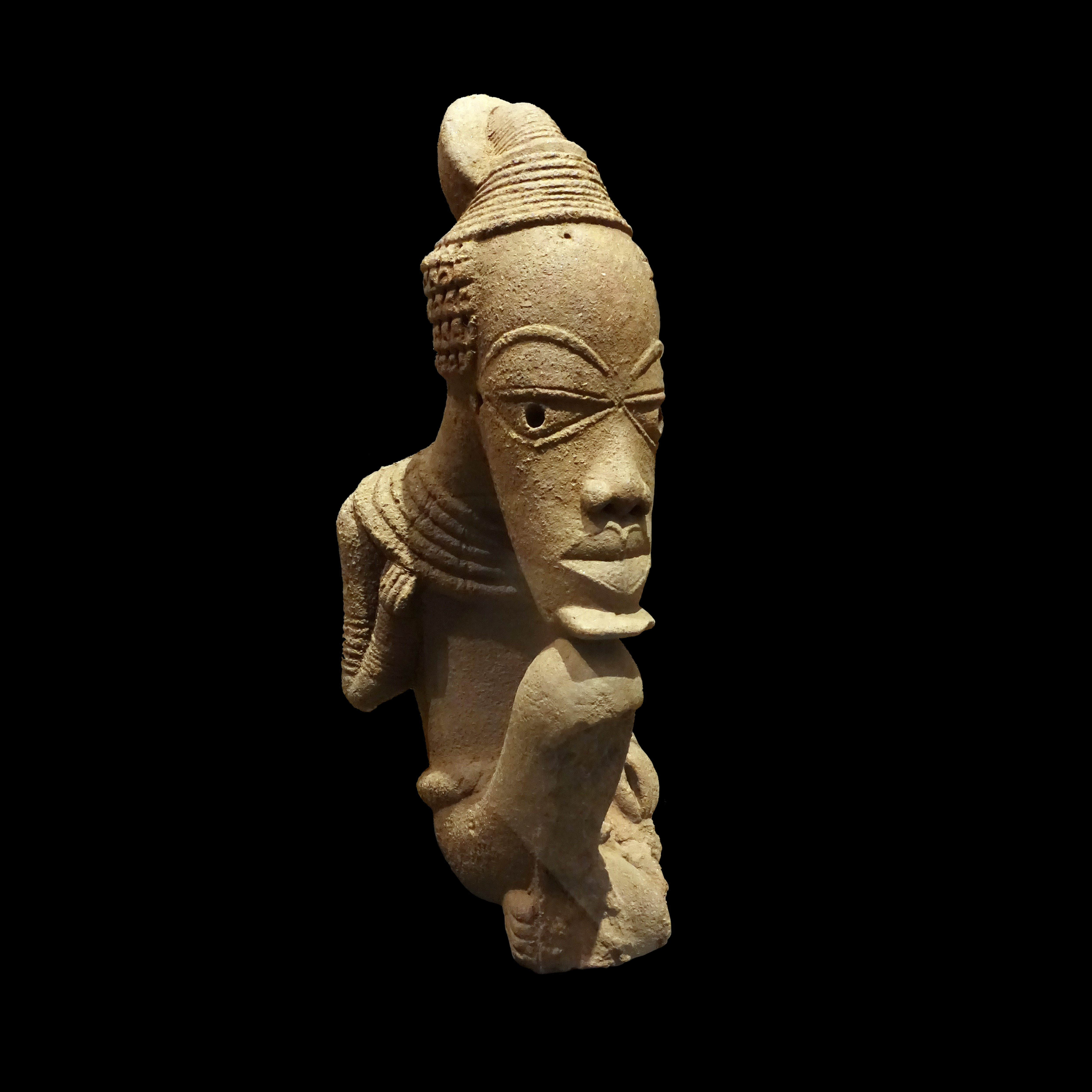
Sculpture de la culture Nok.

- Vers 900 av. J.-C.-200 apr. J.-C. : culture de Nok au Nigeria. Œuvres de terre cuite (têtes et bustes)[6].
- Vers 900-300 av. J.-C. : début du travail du fer dans l’Afrique subsaharienne, dans le massif de Termit au Niger (2900-2300 avant le présent) et à Taruga, sur le plateau de Jos au Nigeria (850-230 av. J.-C.)[7]. En Afrique équatoriale, à Otoumbi (Gabon), des bas fourneaux sont datés de 700-450 av. J.-C.[8].
- 814 av. J.-C. : date traditionnelle de fondation de Carthage en Tunisie ; la présence d’un établissement phénicien sur le site à la fin du VIIIe siècle est confirmée par l’archéologie (tophet de Salammbô)[9]. Après le déclin de Tyr, la ville accède à l’indépendance vers -650 et prend le contrôle des possessions phéniciennes en Méditerranée où elle établit un empire maritime qui dure jusqu'à la fin du IIIe siècle. La ville est alors organisée selon un plan en damier et elle se dote de massives défenses. En -146, à la suite des guerres puniques, la puissance romaine la détruit définitivement. En -46, une nouvelle colonie romaine est fondée sur le site même de Carthage.
- 800 av. J.-C. : début de l’occupation du site de Dia Shoma dans le delta intérieur du Niger au Mali ; l’habitat, associé à la tradition céramique de Tichitt, couvre dix-neuf hectares, avant de se réduire vers 200 av. J.-C. à une occupation temporaire sur trois hectares. Vers 500 - 1000 de notre ère, il se développe à nouveau pour atteindre son apogée entre 1000 et 1600[10]. La domestication du riz africain (Oryza glaberrima) est attestée entre -800 et -700[11].
- Vers 800 av. J.-C.-100 apr. J.-C. : la métallurgie du cuivre est attestée dans la région d’Agadez, à Azelik, dans l’Aïr. À la même époque sont exploités les gisements de malachite d’Akjoujt, en Mauritanie. La technique du moulage à la cire perdue est connue à Sinthiou Bara au Ve siècle[12].
- Vers 700-400 av. J.-C. : métallurgie du fer attestée au nord et à l’ouest du lac Victoria, en Tanzanie occidentale (sites du golfe Kavirondo, de Chobi, de Nsongezi, et du Buhaya) au Rwanda (Gaziva, 685±95 av. J.-C.) et au Burundi (Mirama 530±85 av. J.-C.)[13], caractérisée par la céramique dite urewe et associés à l’expansion bantoue. Des fourneaux en brique sont utilisés pour produire un acier riche en carbone. À l’est, les pasteurs de la vallée du Grand Rift continuent à utiliser des outils de pierre pendant un millénaire.
- Vers 700 av. J.-C. : des populations sudarabiques s’établissent en Éthiopie septentrionale (Yeha, Haoulti, Matara), introduisent de nouvelles pratiques agricoles, notamment l’usage de l’araire et construisant les premiers villages en pierre[14],[15]. Une forme de centralisation politique apparait vers le Ve siècle av. J.-C. sous le nom de D'mt (Damaat).
- 728-656 av. J.-C. : domination nubienne de l'Égypte, conquise par le roi de Napata Piyé (Piânkhy)[5].
- 664-132 av. J.-C. : Basse Époque égyptienne[4].
- VIe siècle : métallurgie du fer attestée sur les sites de Mdaga (Tchad) et de Daïma (Nigeria) appartenant à la culture Sao. L’usage du fer atteint le sud du Cameroun et le Gabon dès le Ve et IVe siècles av. J.-C., un peu plus tard au Congo[16].
- 591 av. J.-C. : expédition du pharaon Psammétique II en Nubie. Napata est mise à sac et le roi Aspelta s’enfuit à Méroé, qui devient la capitale du Royaume de Koush[17], puis un centre majeur pour le travail du fer à partir de 450 av. J.-C.[7].
- Vers 520 av. J.-C. : le roi Darius Ier fait remettre en état le canal unissant le Nil à la mer Rouge[18] et le commémore par une série de stèles multilingues[19].

- Vers 450 av. J.-C. : Hérodote mentionne les Garamantes, qui nomadisent dans le Sahara central. Ils pourchassent, sur leurs chars, les Troglodytes éthiopiens, qui pourraient être les ancêtres des Teda du Tibesti[20]. Les Garamantes seraient pour partie les ancêtres des Touaregs actuels. Leur capitale, Garama, est dans le Fezzan (Wadi al Hayaat). Ils sillonnent le Sahara dans des chars tirés par quatre chevaux et servent d’intermédiaire entre le monde noir et le monde méditerranéen par la route des chars, qui part de Gao, longe l’Adrar des Ifoghas, le Tanezrouft, Illizi dans le Tassili des Ajjers, puis se sépare en deux tronçons, l’un vers Sabratha par Cidamus (Ghadamès), l’autre vers Lepcis via Garama et Sokna, point de départ de la route Siouah de l’Égypte.

- 331 av. J.-C. : fondation de la ville d’Alexandrie dans le delta du Nil en Égypte[21].

- Entre 300 et 200 av. J.-C. : la domestication du riz africain (Oryza glaberrima) est attestée sur le site de Djenné-Djeno dans le delta intérieur du Niger au Mali[11].

- IIIe siècle av. J.-C. : introduction des moutons et des bovins domestiques dans la vallée du haut Zambèze, puis vers la Botswana et le sud-ouest du Zimbabwe. L’élevage et la céramique se diffusent à partir de ces régions au début du Ier millénaire à l’extrême sud-ouest de l’Afrique[12].

### Amérique
- 1200-300 av. J.-C. : préclassique moyen en Mésoamérique[22]. Les sites mayas de El Mirador, Nakbé et de El Tintal au Guatemala semblent les premiers occupés, avec les premières constructions monumentales à Nakbé dès le VIIIe siècle av. J.-C., suivies par celles de chaussées surélevées et des premiers temples construit sur le modèle triadique, comprenant une pyramide principale et deux secondaires, vers 600-400 av. J.-C. L’élevage du dindon est attesté sur le site d’El Mirador au IVe siècle av. J.-C.[23],[24].

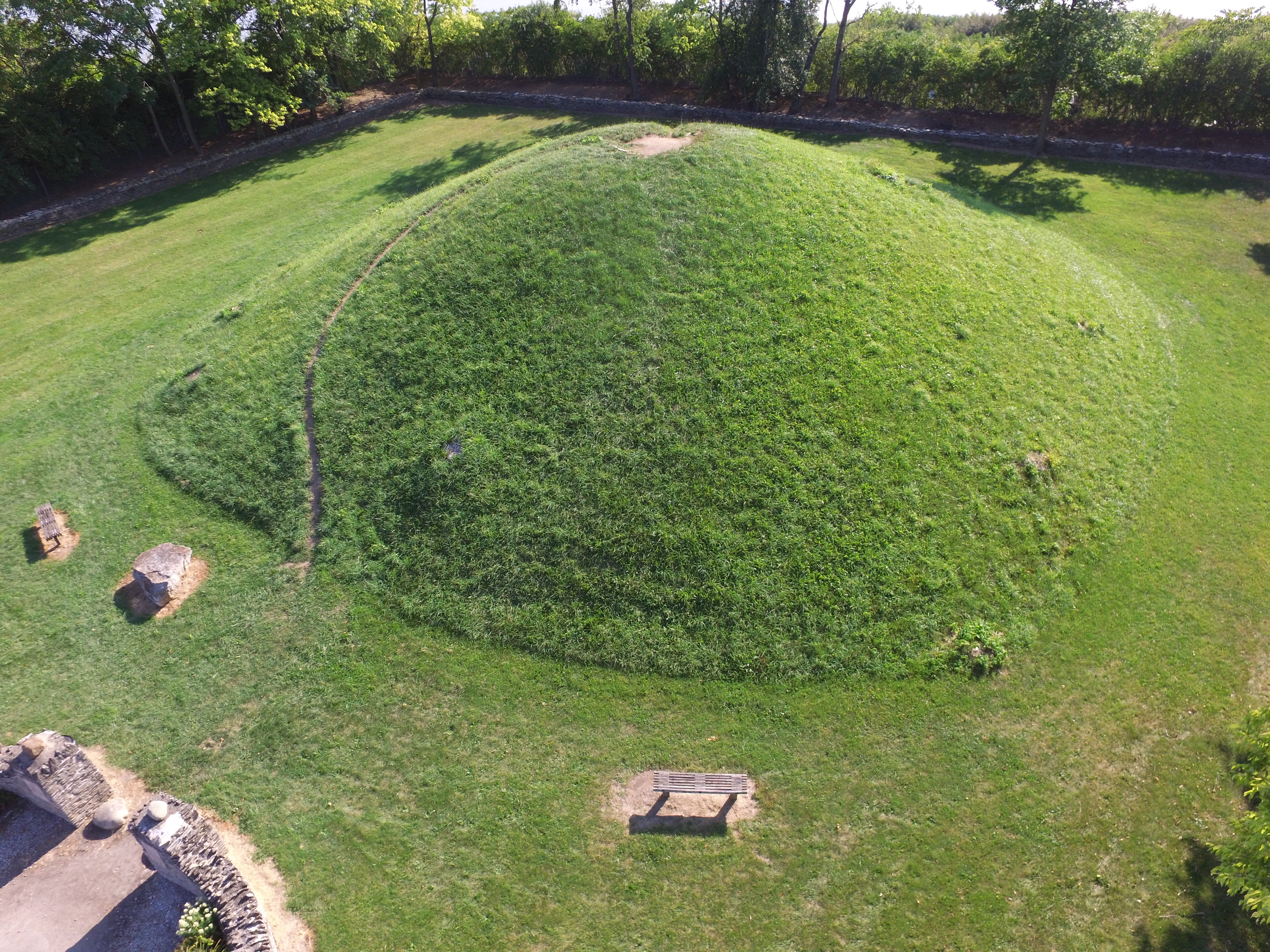
Tumulus de la culture Adena de Shrum Mound, près de Columbus (Ohio).

- 1000 av. J.-C.-1600 apr. J.-C.  : période sylvicole dans l’Est de l’Amérique du Nord. Introduction de la céramique, apparition de l’agriculture, construction de tumulus funeraires[25]. Vers 1000-100 av. J.-C. se développent les civilisations Adena dans les régions boisées de l’Est des États-Unis — actuels états de l'Ohio, du Kentucky, de l’Indiana, de la Pennsylvanie et de la Virginie-Occidentale. Elles construisent de riches tumulus avoisinant des tertres artificiels[26].
- 900-200 av. J.-C. : période horizon ancien au Pérou. Épanouissement de la culture de Chavín de Huantar dans les Andes (850-200 av. J.-C.) : grand complexe sacerdotal avec temple et objets cultuels[27], civilisation de Paracas sur la côte sud. Textiles et céramique[28]. Ces cultures sont organisées sur le modèle de petits royaumes ou de chefferies[29].

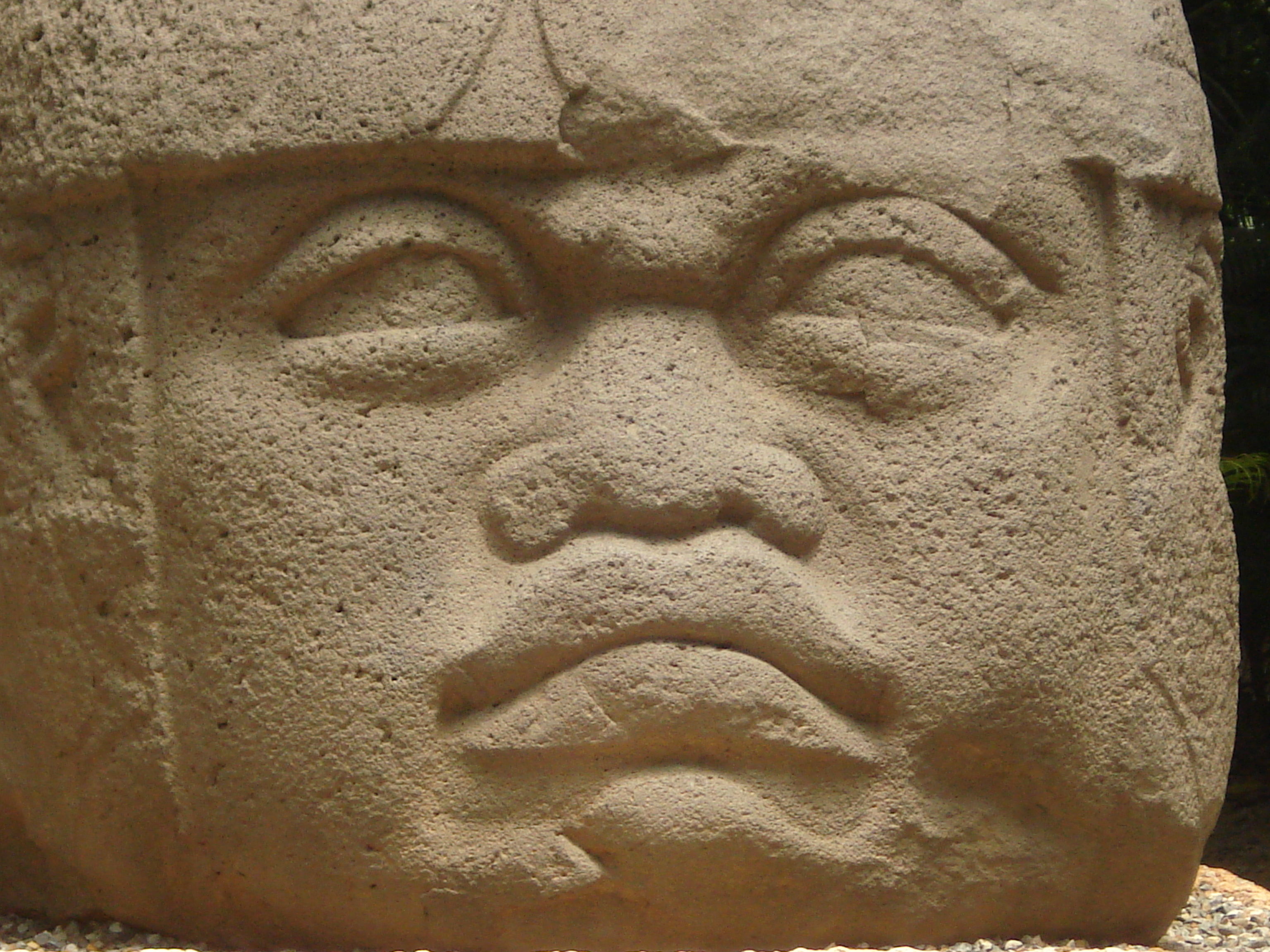
Tête colossale d'un guerrier casqué découverte à La Venta.

- Vers 900 av. J.-C. : destruction du site de San Lorenzo (Mexique)[30]. Le site de La Venta devient le principal centre cérémoniel des Olmèques en Mésoamérique (-900/-400)[31]. Les Olmèques établissent des relations commerciales pour se procurer des matières premières : basalte, obsidienne, cinabre, serpentine, jade et or. Le culte de l’homme-jaguar implique l’existence de prêtres.
- Vers 800 av. J.-C. : introduction de la culture intensive du maïs dans les plaines alluviales de l’Amazonie, ce qui va permettre le développement de communautés plus nombreuses et très hiérarchisées. Création entre 800 av. J.-C. et 500 des terra preta, sols de terres noires d’une exceptionnelle fertilité grâce à une grande quantité de charbon de bois et de tessons de poterie dans lesquels des micro-organismes se développent[32].
- Vers 500 av. J.-C.-1000 : la culture de Dorset au Groenland et dans le nord-est du Canada succède à la culture de pré-Dorset[33]. Des groupes nomades vivent de la chasse (mammifères marins, caribous) et de la pêche. Les campements s’agrandissent et se modifient, avec le creusement de maisons d’hivers semi-souterraines, où vivent deux à trois familles. L’adaptation aux conditions climatiques est révélée par les traîneaux en os, des crampons à glaces, des raquettes, des skis[34]. Disparition des arcs et des flèches. Les chiens sont peu attestés[35].

- Vers 500 av. J.-C. :
  - occupation du site de Monte Albán par les Zapotèques. Les premiers hiéroglyphes apparaissent vers 500-400 av. J.-C.[36]. Monte Albán et le site de Cuicuilco, dans la vallée de Mexico, importants centres religieux, sont considérés comme les premières capitale régionales, aboutissement d'une évolution liée à la croissance démographique, la spécialisation des activités et le dynamisme du commerce[29].
  - fondation de Metepenagiag par les Micmacs et construction du tumulus Augustine[37].
- 500/400 av. J.-C. : destruction rituelle de la cité olmèque de La Venta. Les Épi-Olmèques succèdent aux Olmèques à Tres Zapotes[38].
- 300 av. J.-C.-200 : préclassique récent en Mésoamérique[22]. Les traits caractéristiques de la civilisation Maya sont en place, avec des centres cérémoniels et un système d’écriture. Dans l’ouest du Mexique, les hiérarchies sociales apparaissent dans le domaine funéraire avec l’apparition de tombes à puits monumentales particulièrement riches en mobilier, utilisées pour les membres d’une même lignée[29].
- Vers 300 av. J.-C.-650 : la culture Tafí (Tafí del Valle et la culture Condorhuasi (Catarmarca) se développent dans la Nord-Est de l’Argentine[39].

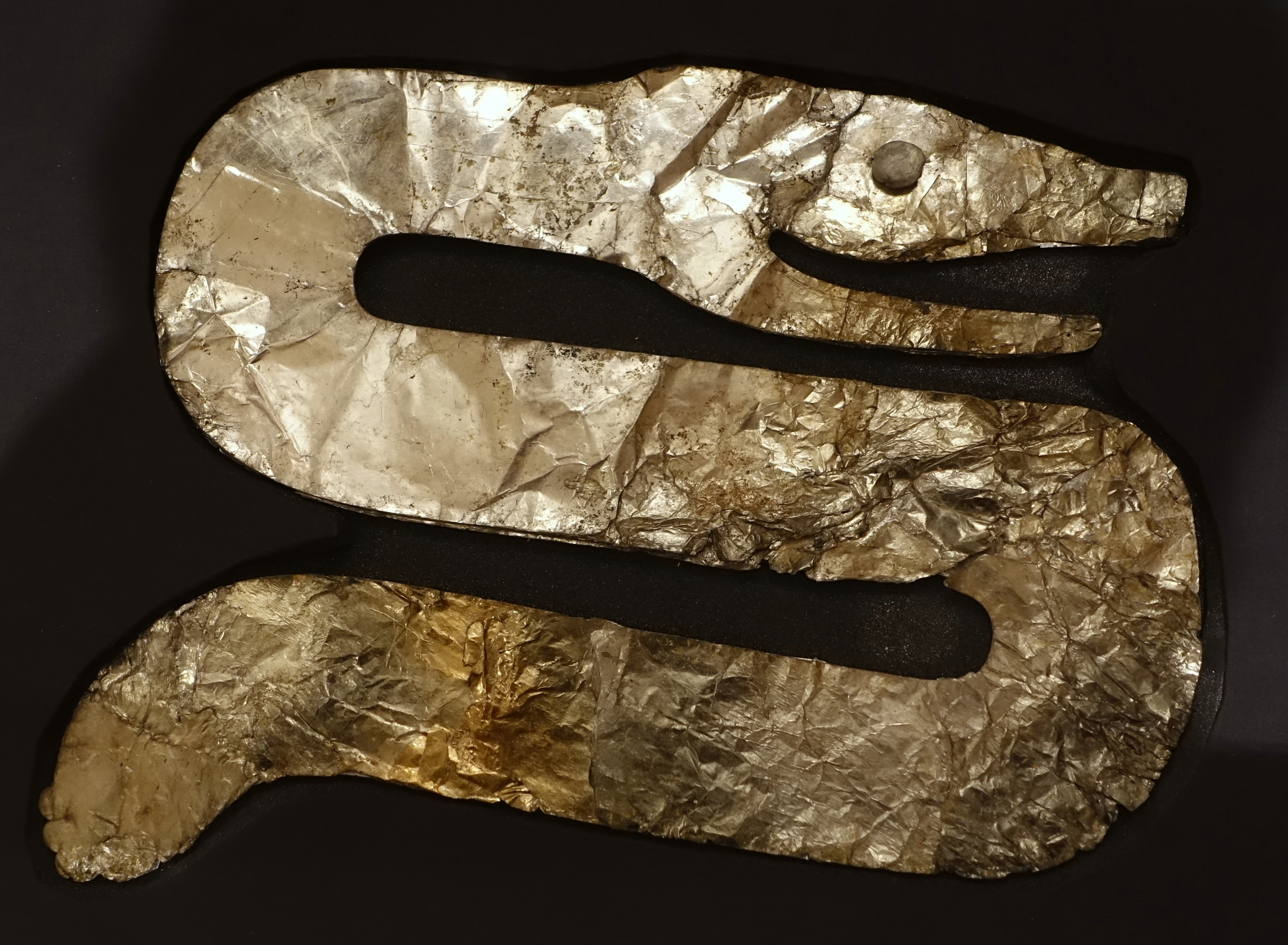
Effigie de serpent en mica de la culture Hopewell.

- 200 av. J.-C.-700 : dans les zones forestières d’Amérique du Nord, développement de la culture Hopewell, caractérisée par de grandes sépultures, par l’organisation en chefferie et par le développement d’un réseau de communication à longue distance[40]. Des hameaux annuels semi-permanents se forment au début du Ier millénaire.
- 200 av. J.-C.-600 : période intermédiaire ancien au Pérou[28]. Culture Moche. Essor de la civilisation Nazca sur la côte méridionale du Pérou, avec d’immenses canaux dessinant des motifs géométriques et animaliers dans les plaines désertiques.
- Vers 150-50 av. J.-C.-700 : la culture inuit okvik se développe en Alaska[41].

### Asie et Pacifique
- Vers 1000-800 av. J.-C. : début de la période Yayoi au Japon. L’agriculture permanente sèche ou irriguée est introduite par des immigrants venus de Corée et se diffuse par acculturation : millet, blé, orge, arboriculture (pêches, mûres), rizières inondées. La métallurgie du cuivre et du fer apparaît[42]. L’agriculture sur brûlis (yakihata) apparue à la fin du néolithique (8000-300 av. J.-C.) associée à la cueillette, à la chasse et à la pèche, persiste jusqu’au XXe siècle[43].

- 1000-600 av. J.-C. : période védique tardive en Inde, liée à la découverte archéologique de poterie grise peinte dans la région du Gange, particulièrement dans l'Haryana (900-500 av. J.-C.). L’introduction des outils de fer permet d’intensifier le défrichement de la région, et la culture du riz se développe[44],[45].

C’est à cette époque que sont rédigés les textes sacrés de l’hindouisme, les Veda, qui attestent du système des castes. Sites aryens de Hastinâpura, Ahicchatrâ et Kausâmbî. 
Hastinâpura est détruite par des inondations vers 900 av. J.-C. et la capitale transférée à Kausâmbî, évènement mentionné dans le Mahabharata. 
Après 800 av. J.-C., l’essor des cités et des États de la vallée du Gange (Mahajanapadas) est favorisé par la riziculture. Au VIe siècle av. J.-C., l’un de ces royaumes, le Magadha, commence à soumettre ses voisins pour former un empire sur toute la vallée (IVe siècle av. J.-C.) puis sur presque tout le sous-continent (IIe siècle av. J.-C.). 
- 950-700 av. J.-C. : des peuples Lapita (polynésiens) sont attestés sur les îles Tonga (950-900 av. J.-C.), Samoa (900-850 av. J.-C.) Futuna et Uvea (vers 700 av. J.-C.)[49]. Isolés des Mélanésiens, ils évoluent culturellement vers la « société polynésienne ancestrale »[50].

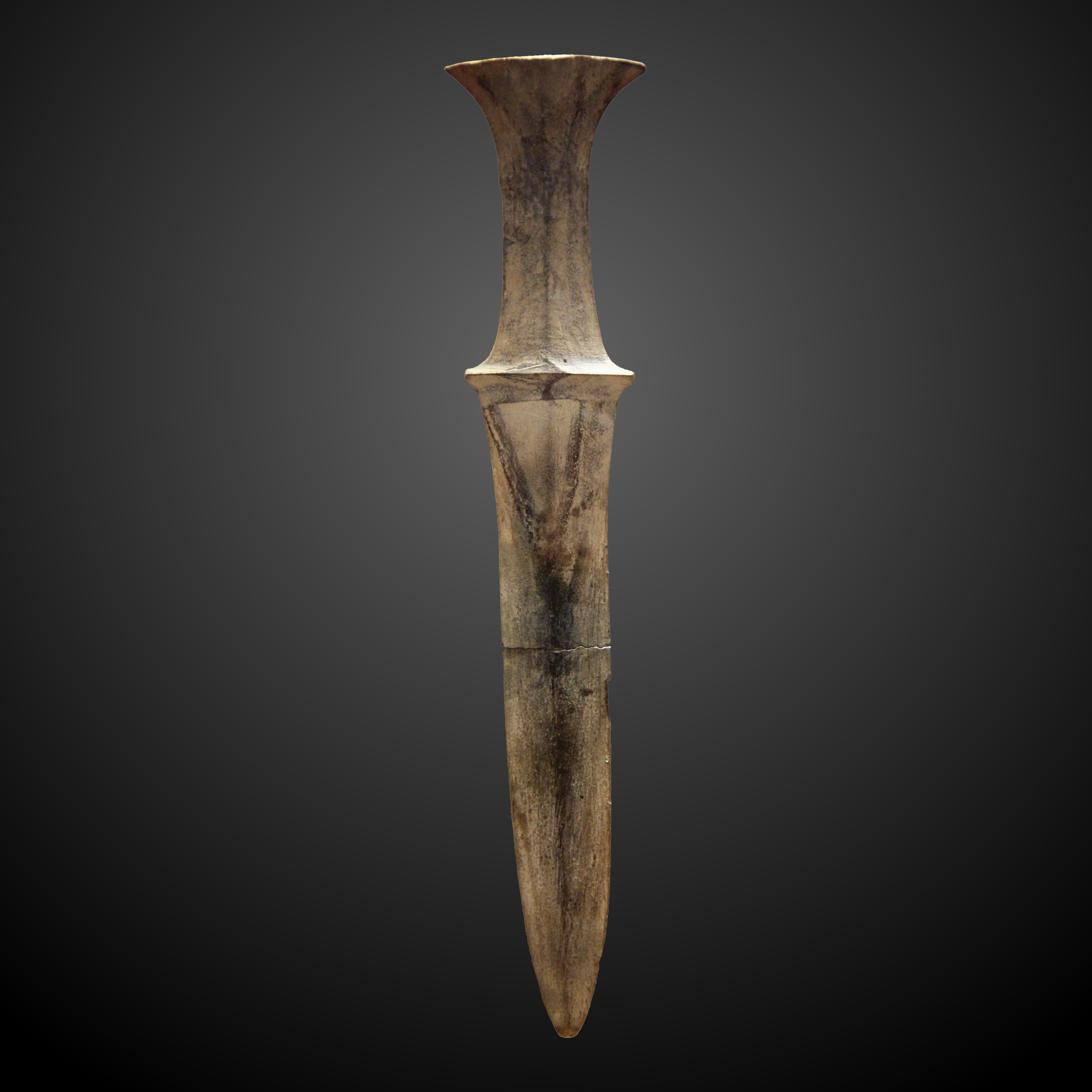
Dague en pierre fabriquée en Corée à l'âge du bronze. Musée Guimet.

- Vers 900-800 av. J.-C. : introduction de la métallurgie du bronze en Corée à partir de la Chine du Nord. Deuxième phase de la période de la céramique Mumun[51]. Culture du poignard de bronze en Corée et au Liaoning (années 800 av. J.-C.-200). La technique du travail du fer est introduite en Corée à partir de la Chine à la fin du Ve siècle av. J.-C.[52].

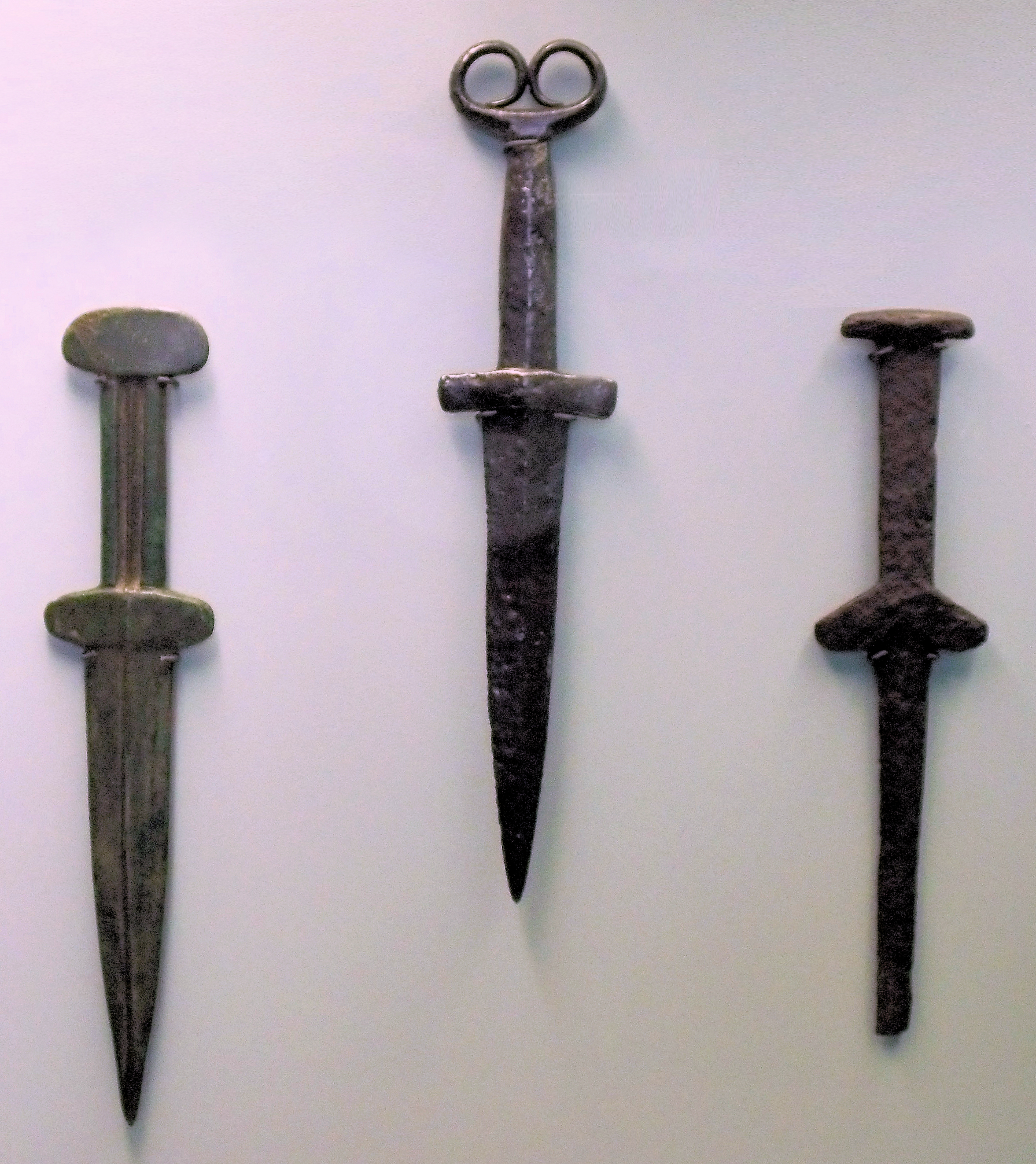
Dagues de bronze de la culture de Tagar, Museum für Vor- und Frühgeschichte (Berlin).

- 700-300 av. J.-C. : culture de Tagar dans le bassin de Minoussinsk, dans le sud de la Sibérie ; établissements permanents (certains fortifiés) des Scythes dans les steppes, peuple guerrier, riche et puissant ayant une cavalerie cuirassée[53]. Dans les steppes asiatiques et européennes, la période qui va du VIIIe au IIIe siècle av. J.-C. est appelée en général âge scythique puisque les représentants les plus remarquables de cette civilisation sont les Scythes. Des outils analogues sont produits dans presque toute la zone, indépendamment des ethnies. Des flèches et de courtes épées de bronze (avec un papillon sur la poignée) découvertes en Asie centrale sont d’un style typiquement scythique. L’art scythique constitue un amalgame entre les arts assyriens et grecs d’une part et les arts typiquement nomades. Les animaux sont souvent représentés (bêtes affrontées). Les chaudrons dits scythiques sont répandus en Asie Centrale. L’expansion de cet art prouve qu’à la fin de l’âge du bronze les peuples nomades entretiennent des rapports du Fleuve Jaune à la mer Noire[54].

- 642-320 av. J.-C. : période shishunaga-nanda en Inde (ou shiskunaga-nanda)[55]. Important commerce entre l’Inde du Sud et Babylone aux VIIe siècle av. J.-C. et VIe siècle av. J.-C.[56]. C’est l’époque probable de la composition des Upanishad anciennes (700-500 av. J.-C.)[57] « Traités des équivalences », traités sanskrits de religion védique, et de la création de l’école Sāṃkhya, reposant sur l’énumération des principes (tattva) constituant l’univers empirique (800-550 av. J.-C.). Sa fondation est attribuée au sage Kapila.

Un texte versifié, les Samkhya Karika, composé avant le IVe siècle de l'ère chrétienne par Îśvarakrişna (en), présente la forme ancienne du système. Le Sāṃkhya est à l’origine du Yoga, méthode de délivrance qu’il préconise. La fin de la période védique voit également l’apparition du Bouddhisme et du Jaïnisme.
- 321-185 av. J.-C. : Empire maurya, fondé par Chandragupta Maurya en Inde après l’expédition d’Alexandre le Grand (327-325 av. J.-C.). Son petit fils Ashoka (269-232 av. J.-C.) adopte le bouddhisme et fait ériger des piliers dont les inscriptions sont les plus anciens documents historiques que l'on ait pu déchiffrer en Inde.

- Vers 255-240 av. J.-C. : le satrape Diodote fonde le royaume gréco-bactrien au détriment des Séleucides[59]. Il s’étend vers 200 av. J.-C. vers la plaine indo-gangétique (royaumes indo-grecs) à la faveur de l’affaiblissement de l’Empire maurya. Vers 130 av. J.-C., les Tokhariens, issus des Yuezhi chassés de Chine par les Xiongnu, se fixent en Bactriane et en Sogdiane et détruisent progressivement le royaume gréco-bactrien. Vers 150, l'Empire kouchan règne sur toute l'Inde du Nord et l'Afghanistan[60].
- 209 av. J.-C. : les Xiongnu créent le premier empire des steppes centré sur la Mongolie au nord de Grande Muraille ; ils lancent des raids contre la Chine des Han et obtiennent en 198 av. J.-C. le versement d'un tribut annuel et une alliance matrimoniale. Leur empire décline après 60 av. J.-C. et la confédération se divise en deux royaumes en 48.

- Dans le sud-est de l’Australie, sont construits de grands villages de maisons rondes en pierre et en chaume qui peuvent atteindre 700 âmes. Des réseaux d’échange à longue distance s’étendent pour le commerce des ornements et les matières premières[61]. Il existe des rites d’initiation, les bora, pratiqués dans des cercles de pierres, et des sortes d’alignements de pierre à signification symbolique mystérieuse. Cueillettes cérémonielles et sites sacrés, comme les abris peints, sont associés au « Temps du rêve », sorte d’âge d’or. Les cérémonies, qui rassemblent des centaines de personnes, sont souvent associées à la récolte de certains produits, comme la noix de cycas, qui exige une préparation (trempage et fermentation) pour enlever les substances toxiques qu’elle contient, ou le papillon bogong, abondant dans le district des Snowy Mountains[62]. Sur la Murray River, la tombe 108 de Roonka Flat, datée vers 3000 avant le présent comprend un corps d'homme et celui d'un enfant, avec vêtements de peau agrafé, frange de plumes d'oiseau, pendentif en os, collier, traces de teinture d'ocre. Le crâne de l'adulte porte un bandeau de 2 rangées d'incisives de wallaby percées et disposées[63].

#### Asie du Sud-Est
- 1000 av. J.-C.-43 apr. J.-C. : culture Dong Son au nord du Viêt Nam. Métallurgie du bronze (tambours de Dong Son), riziculture[64].
- 1000 av. J.-C.-200 apr. J.-C. : culture de Sa Huỳnh dans le centre et le sud du Viêt Nam.
- 900-300 av. J.-C. : phase moyenne de l’occupation du site de Ban Chiang, en Thaïlande[65].
- 600-400 av. J.-C. : occupation du site de Ban Na Di (de) au nord-est de la Thaïlande[66], construit sur une éminence près de deux cours d’eau et de sols propices à la culture du riz. Les tombes ont laissé des vases d’offrandes, des figurines d’argile d’animaux ou d’humains, des bracelets de marbre et de coquillages, des objets en bronze.

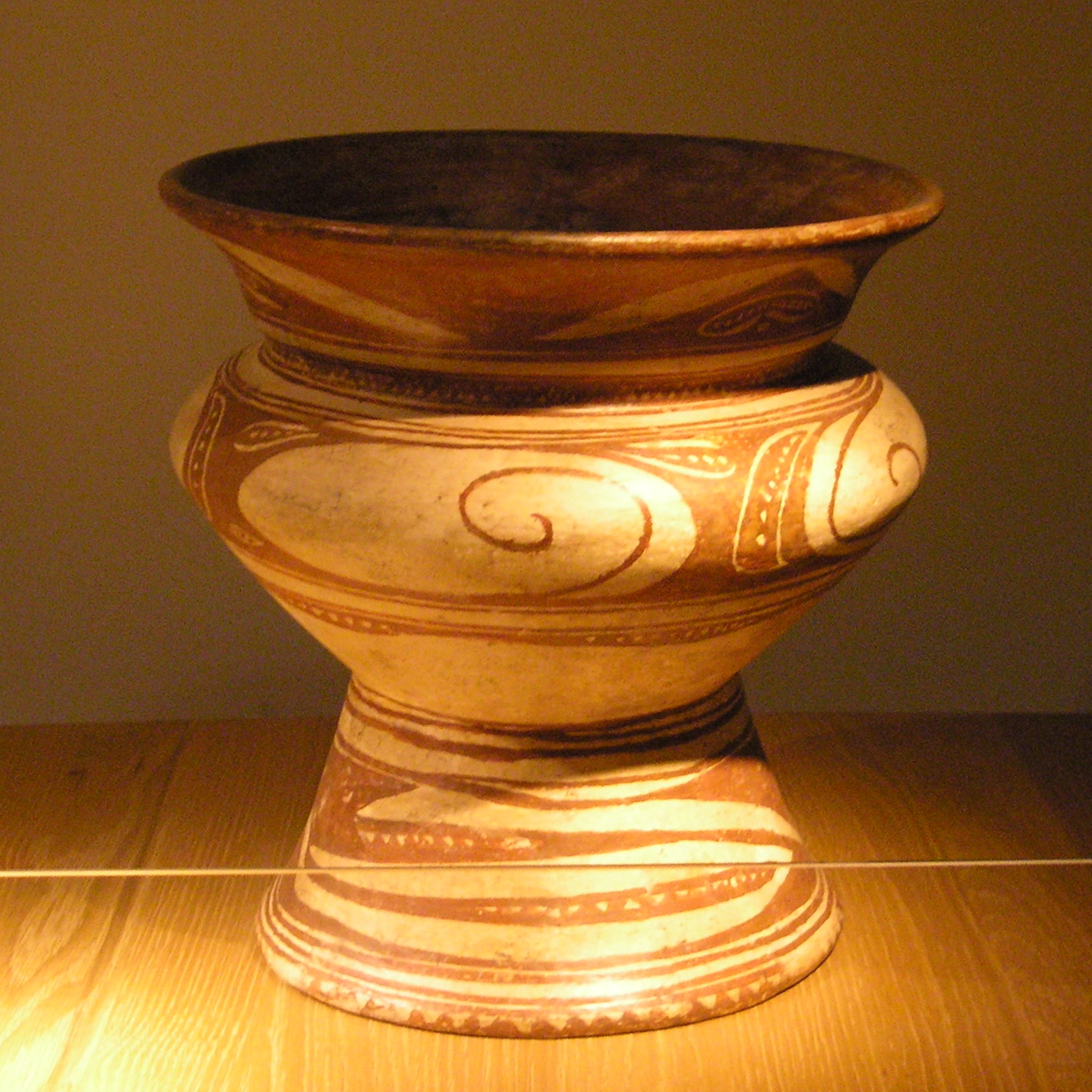
Poterie de Ban Chiang au Museum für Indische Kunst, Berlin-Dahlem.

- 300 av. J.-C.-200 : phase tardive de l’occupation du site de Ban Chiang, en Thaïlande[65]. Céramique à motif géométrique rouge-sur-crème.
- 257-208 av. J.-C. : royaume de Âu Lạc au Viêt Nam ; premier site urbain à Co Loa[67].
- IIe siècle av. J.-C.- IVe siècle : activité du port protohistorique de Khao Sam Kaeo dans la province de Chumphon en Thaïlande péninsulaire ; ateliers de production de perles, céramique[68], figurines de terre cuite à connotation sexuelle, objets de pierre (haches polies, mortiers...), de fer (haches, lances) et de bronze (outils, figurines, bracelets, parures) ; échanges commerciaux attestés par la présence de tambours de Dong Son, de parures de la culture de Sa Huỳnh au Viêt Nam et d'autres origines indiennes[69].

#### Chine

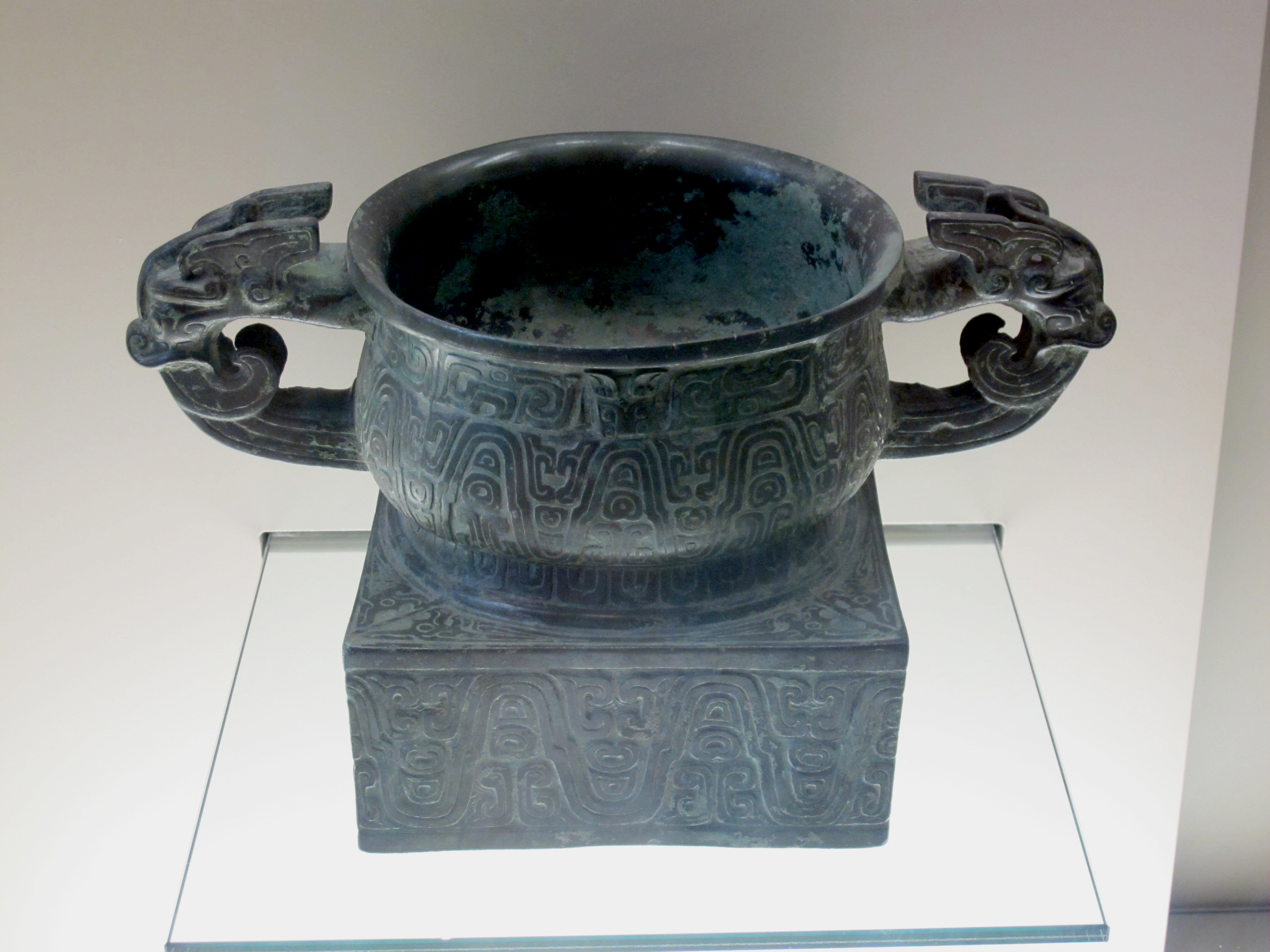
Vase gui en bronze de la dynastie Zhou de l'Ouest. Musée Cernuschi, Paris.

- 1046-770 av. J.-C. : dynastie Zhou de l'Ouest, centrée dans le Shaanxi, près de l’actuelle Xi'an[70]. Elle livre peu de sites archéologique : Zhouyuan (grands bâtiments, ateliers d'artisanat du bronze, du jade et de l'os), Fengchu (palais, ateliers de bronziers, nombreux os oraculaires). Les bronzes rituels, à la fonction politique importante, sont distribués sur un territoire bien plus vaste que sous les Shang[71].

- 770-256 av. J.-C. : dynastie des Zhou orientaux. La capitale est transférée à Luoyang[70]. Le pouvoir royal s’affaiblit au profit des aristocraties locales. Le monopole de la métallurgie du bronze disparait, des murailles sont construites autour des villes provinciales les plus importantes[71].
- 722-481 av. J.-C. : période des Printemps et Automnes[70]. Les hégémons, princes féodaux du Qi, du Qin, du Chu, du Wu et du Yue triomphent en Chine car ils président aux rites d’alliance entre cités jusqu’au VIIe siècle av. J.-C., ce qui leur permet d’imposer leur domination aux plus faibles. Vers l’an 550 av. J.-C., la production de fer s’intensifie et début du fer moulé. Vers l’an 500 av. J.-C., début du monnayage sous forme de pelles et de couteaux miniatures et bronze.

- 475-221 av. J.-C. : période des Royaumes combattants[70]. Armes de bronze et de fer, fortification des villes. Vers 350 av. J.-C., invention de l’arbalète. Premier âge d’or de la philosophie chinoise[72].

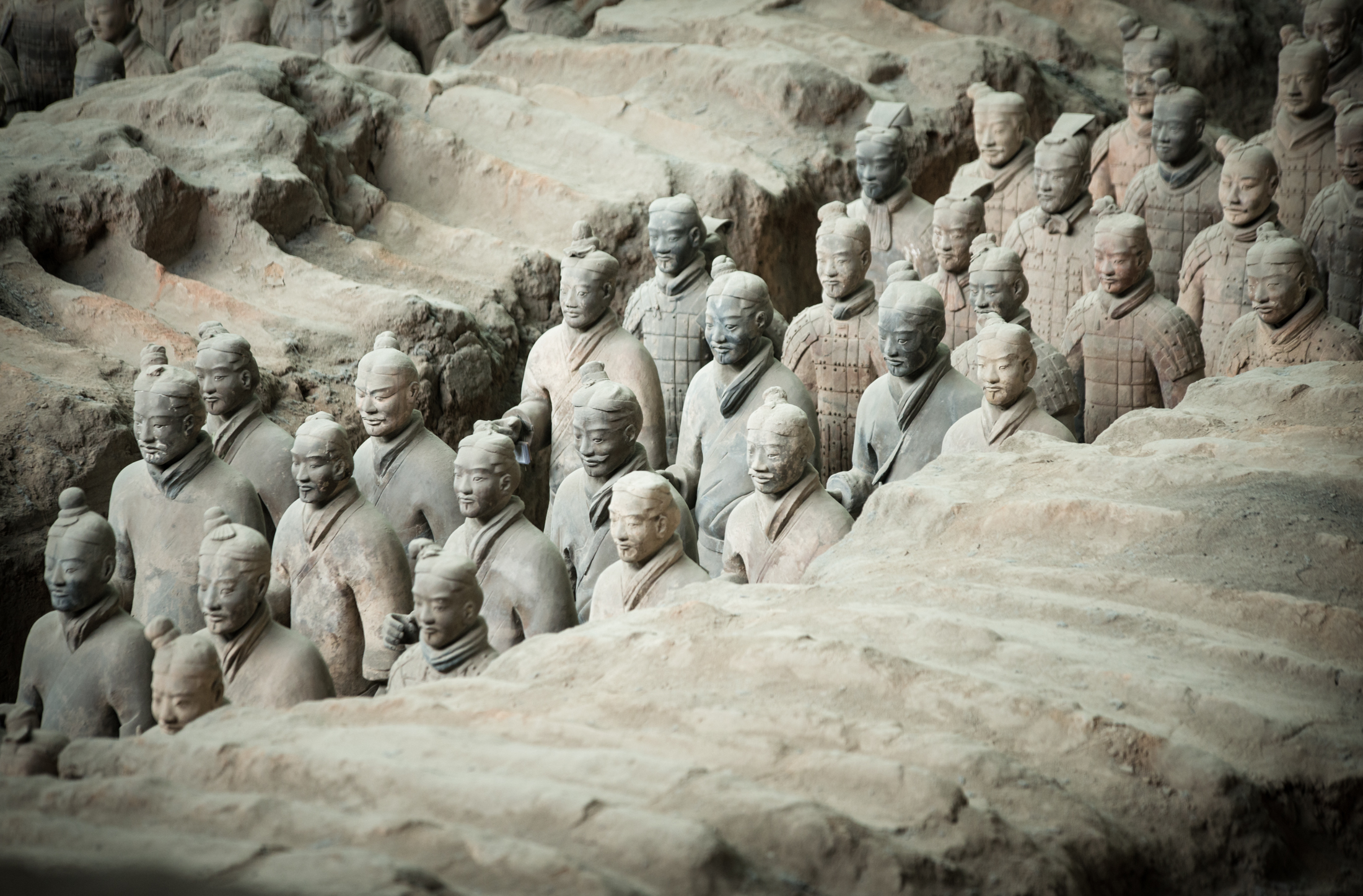
L'armée de terre cuite du mausolée de l'empereur Qin.

- 221 av. J.-C. : la dynastie des Qin réalise l’unification de la Chine[70]. Qin Shi Huangdi, le premier empereur fait construire la Grande Muraille. Il remplace le système féodal par un État fortement centralisé doté d'une administration bureaucratique et impose l'unification de l'écriture des poids et mesures et de la largeur des essieux des charriots pour créer système routier uniforme. En 210 av. J.-C., il est enseveli dans un vaste tumulus avec une armée entière en terre cuite, grandeur nature[73].
- 206 av. J.-C. : début de la dynastie des Han. La capitale est transférée à Chang’an. En 119 av. J.-C., l’industrie du fer devient un monopole d’État[70]. En 108 av. J.-C., les Chinois prennent le contrôle de la péninsule coréenne et y établissent des postes militaires.

### Proche-Orient

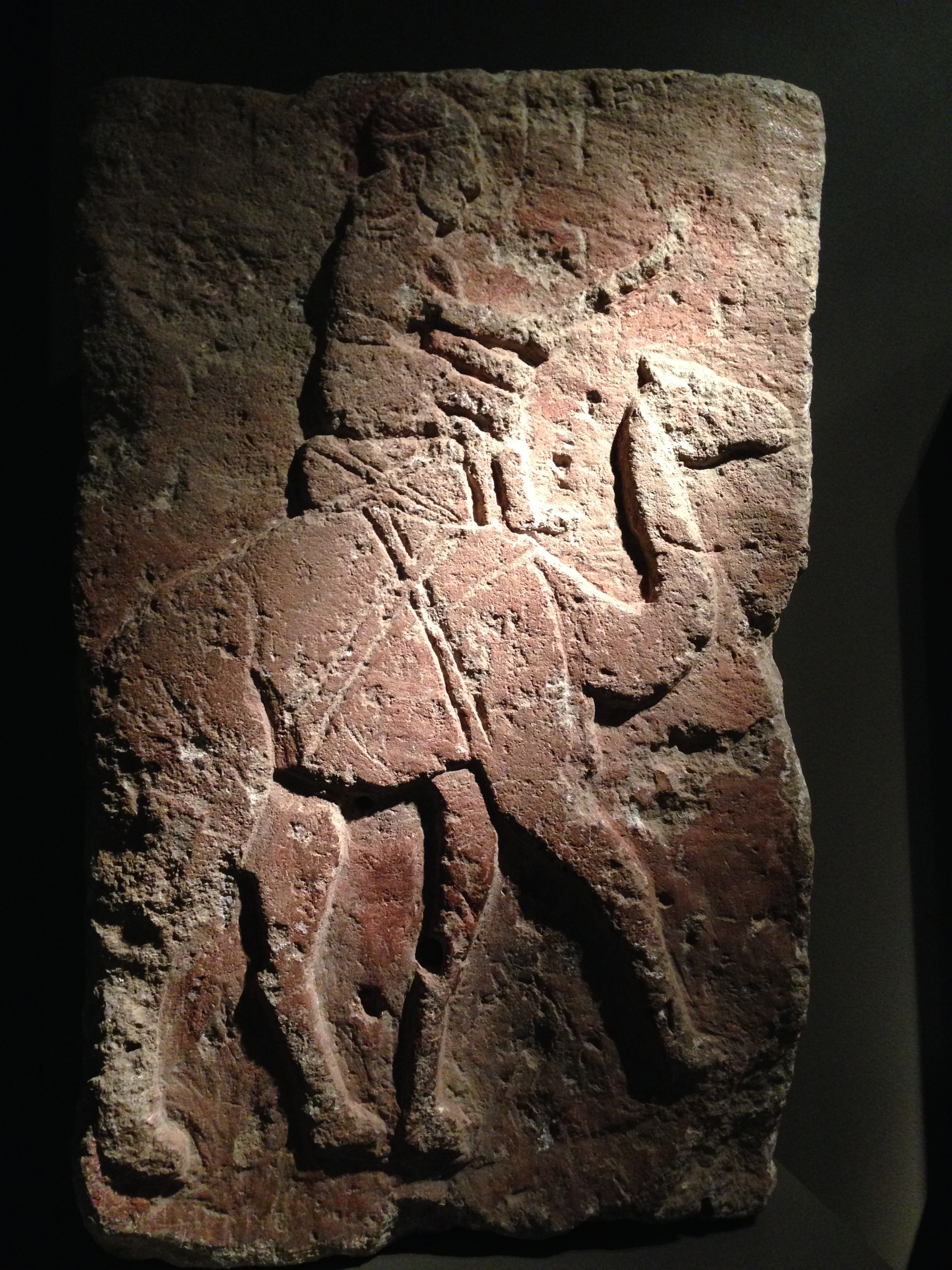
Dromadaire monté représenté sur une orthostates du palais du roi araméen Kapara, à Guzana, fin du Xe siècle av. J.-C.

- XIe-VIIIe siècle av. J.-C. : expansion des royaumes araméens en Syrie centrale et méridionale : royaumes de Damas, d’Alep, d’Arpad, de Sam’al, de Hama, et de Guzana sur le site de Tell Halaf, Bît Halupê sur le bas Khabur, Bît Zamâni avec Amedi pour capitale (aujourd’hui Diarbakr)[75]. Les Chaldéens, peuple voisin, s’installent dans la région d’Ur.

- 1000-883 av. J.-C. : * 1000-883 av. J.-C. : la Phénicie devient la principale puissance commerciale du Levant. Les marins phéniciens fondent des comptoirs en Méditerranée, à Chypre, en Sicile, en Sardaigne, sur la péninsule Ibérique et en Afrique du Nord. Ils franchissent le détroit de Gibraltar et fondent Gadès (Cadix) et Lixus au Maroc vers 1100 av. J.-C. selon les sources classiques, mais plus probablement après VIIIe siècle av. J.-C. selon l’archéologie[76]. L'alphabet phénicien, issu probablement de l’alphabet protosinaïtique, se développe vers 1050 av. J.-C. La première inscription connue en caractères alphabétiques phéniciens, datée d'environ 1000 av. J.-C., figure sur le sarcophage du roi Ahiram de Byblos. L’usage du système alphabétique se généralise chez les peuples voisins. L’alphabet araméen, qui ne diffère que par des variantes de l’alphabet phénicien sera repris par l’hébreu, l’arabe et le syriaque et sera largement diffusé au Proche-Orient. Au VIIIe siècle av. J.-C., les Grecs empruntent la forme phénicienne en y ajoutant les voyelles et permettent sa diffusion dans le monde méditerranéen, puis occidental (alphabet étrusque puis latin)[77].
- 1020-930 av. J.-C. : royaume d'Israël. les Philistins sont contenus puis repoussés par les peuples juifs. La légende de la victoire de David sur le géant Goliath illustre la chute des Philistins. En 931, à la mort de Salomon, le royaume se divise en royaume d'Israël (931-722 av. J.-C.) au nord et royaume de Juda (931-586 av. J.-C.) au Sud[78].

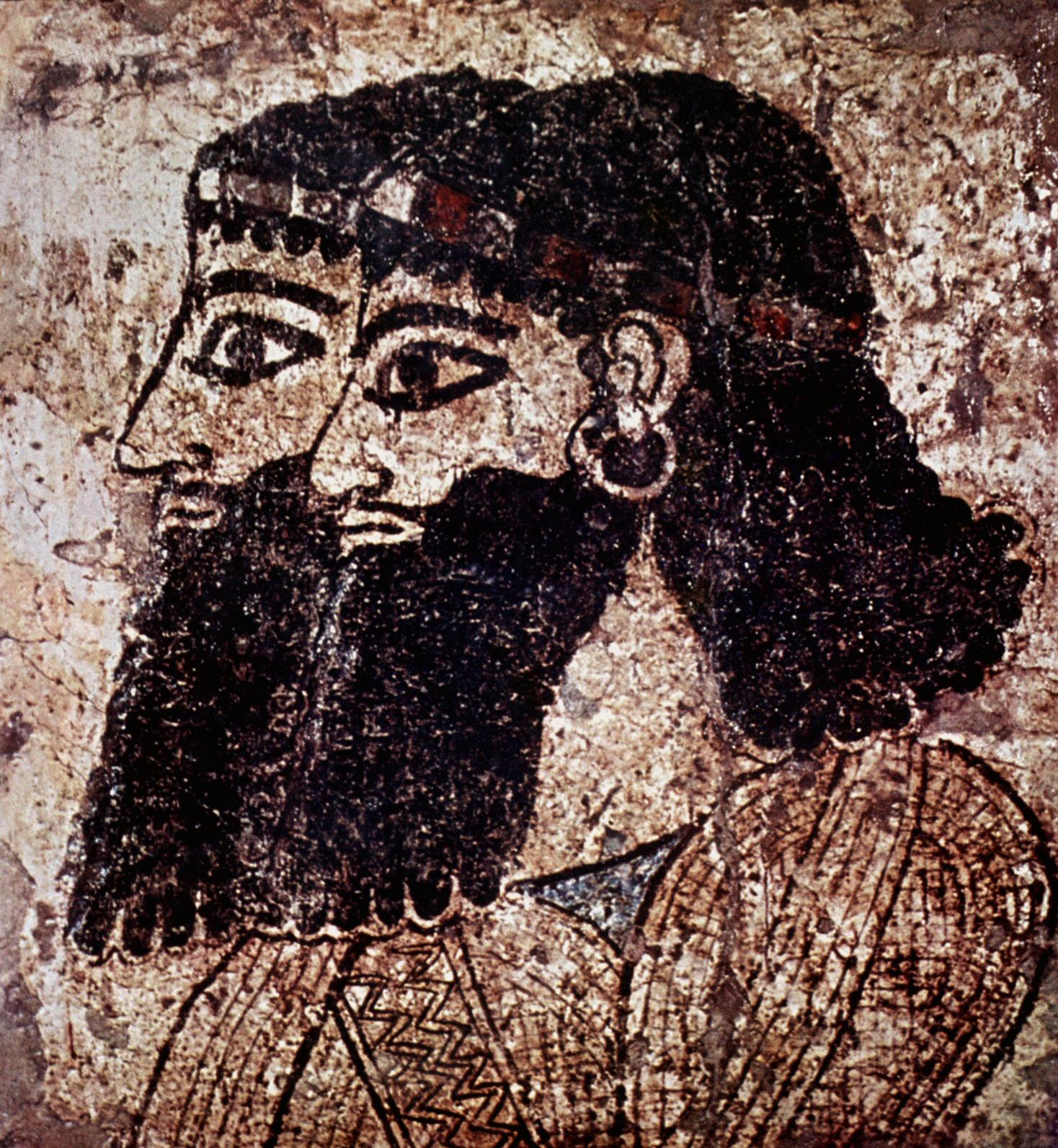
Détail d'une fresque du palais du gouverneur de Til Barsip (Tell Ahmar, Syrie).

- 911-609 av. J.-C. : période néo-assyrienne. L'Assyrie domine la Mésopotamie (728 av. J.-C.), la Syrie (732 av. J.-C.), la Judée (722 av. J.-C.)[79].

- 883-610 av. J.-C. : la Phénicie est sous domination assyrienne[76].
- Vers 860-590 av. J.-C. : royaume d’Urartu autour du lac de Van[80]. Sa puissance et sa force militaire lui permettent de résister au pouvoir assyrien.

- 626-539 av. J.-C. : l'empire néo-babylonien domine le Proche-Orient[81].
- 612 av. J.-C. : la destruction de Ninive marque la fin de l'empire assyrien
- 539 av. J.-C. : conquête de Babylone par les Perses. Après la conquête de l’Égypte en 525 av. J.-C., l'empire perse achéménide domine la plus grande partie du Proche-Orient, de l’Égée jusqu'à l'Indus[79].
- 330 av. J.-C. : Alexandre le Grand prend Persépolis, capitale des Achéménides. Début de l'époque hellénistique (323-30 av. J.-C.)[79].

### Europe
- Vers 1100-500 av. J.-C. : phase finale de l’âge du bronze nordique[82]. L’usage de l’incinération se généralise en Scandinavie. Les rites d’inhumation évoluent vers l’ensevelissement individuel, en particulier dans des sarcophages de pierre (stenkistor). Culte rendu à une divinité solaire et aux dieux de la fertilité-fécondité, attesté dans les représentations des grands pétroglyphes (hällristningar). Richesse de certaines tombes (armes très ornées, bijoux). Instruments de musique (lur).

- Vers 1000-550 av. J.-C. : prospérité du royaume de Tartessos dans le Sud de l'Espagne le long du Guadalquivir, grâce à ses contacts avec la Phénicie et Carthage[83].
- Vers 1000-500 av. J.-C. : séparation des Ougriens. Formation du peuple pré-magyar dans les parages de l’Oural du Sud, entre la Volga et la Kama (Bachkirie). Il appartient à vraisemblablement à la culture Ananyino (en), qui se développe pendant cette période. Leurs parents mansis (vogoules) et ostiaks auraient migré vers le nord[84]. Vers la même époque les tribus finno-ougriennes venant de l’Oural seraient arrivées sur les rivages de la mer Baltique[85].
- Vers 900-500 av. J.-C. : la civilisation villanovienne pro-étrusque succède aux cultures Terramare et proto-villanovienne dans le nord du Latium et en Toscane[86]. Culture des tombes à fosses (Fossakultur) en l’Italie du Sud (Calabre, Campanie, Ischia)[87].
- Vers 900-15 av. J.-C. : culture de Golasecca autour du lac de Côme et du lac Majeur[88].
- Vers 900-182 av. J.-C. : culture atestine autour d’Este et en Vénétie[89]
- 900-500 av. J.-C. : quatrième phase de la culture nuragique en Sardaigne[90].
- 800-650 av. J.-C. : période de Hallstatt C[91]. Premier âge du fer ; la culture de Hallstatt est considérée comme le berceau des peuples celtes. Des sites fortifiés (oppidum) se développent sur les collines en Europe occidentale. Les sociétés deviennent de plus en plus hiérarchisées, substituant aux structures de l’âge du bronze des chefferies locales qui accumulent des richesses[92].

- 1200-800 av. J.-C. : siècles obscurs en Grèce. Émergence de la civilisation grecque. La Grèce est politiquement divisée en petites communautés se faisant parfois la guerre. Celles-ci sont dirigées par des rois (basileus). Tombeau royal à la nécropole de Lefkandí, près d'Érétrie, probablement un hérôon, vers 950 av. J.-C..

- 800-480 av. J.-C. : époque archaïque en Grèce[93]. Émergence des cités grecques et colonisation grecque en Méditerranée[94]. Économie de marché. Activité importante du commerce et de l’artisanat, notamment avec les colonies d’Asie Mineure, le golfe de Tarente et la mer Tyrrhénienne. Naissance d’un prolétariat urbain très actif. Chute de la monarchie et avènement de l’aristocratie dans la plupart des cités grecques. Pression des puissants sur les populations rurales. Développement de l’esclavage[95].

- 753 av. J.-C. : fondation de Rome.

- VIIIe-Ier siècle av. J.-C. : civilisation étrusque dans le centre de la péninsule italienne.
- 650-525 av. J.-C. : période de Hallstatt D[91].

- Vers 600 av. J.-C.-1 : la culture de Jastorf, première culture de l’âge du fer germanique, se développe au sud de la Scandinavie et de l’Elbe à l’Oder en Allemagne[96].
- 525 av. J.-C. : début du second âge du fer (La Tène), qui se termine avec la conquête romaine[91]. Expansion celtique par diffusionnisme ou migration, vers les îles britanniques (Celtes insulaires), la France et les Pays-Bas (Gaulois), la Bohême, la Pologne et une grande partie de l'Europe centrale, la péninsule ibérique (celtibères, celtiques, lusitaniens et gallaeci) et le nord de l'Italie (culture de Golasecca et gaules cisalpines)[97] et, suivant la Grande Expédition à partir de 279 av. J.-C., en Anatolie centrale (Galates) dans l'actuelle Turquie[98].
- Vers 500 av. J.-C. : disparition  de l’âge prospère du Bronze danois, peut-être liée à la détérioration subatlantique du climat qui devient plus froid et plus humide. Début de l’âge du fer pré-romain en Scandinavie (500-0  av. J.-C.)[99].
- 594-593 av. J.-C. : Solon devient archonte à Athènes et effectue des réformes constitutionnelles qui lui valent la réputation d'être le père de la démocratie[100].

- 509-44 av. J.-C. : République romaine. Conquête de l'Italie (IVe siècle av. J.-C.) puis de l'ensemble du bassin méditerranéen par les Romains.
- 508-507 av. J.-C. : réformes de Clisthène. Naissance de la démocratie athénienne[101].
- 500 av. J.-C. : la révolte de l'Ionie contre la domination perse et les guerres médiques marquent le début de l’époque classique en Grèce (500-323 av. J.-C.)[101].
- 323 av. J.-C. : mort d'Alexandre le Grand et début de l'Époque hellénistique en Grèce et au Proche-Orient (323-30 av. J.-C.)[101].
- 264-146 av. J.-C. : les guerres puniques opposent la Rome antique et la civilisation carthaginoise pour le contrôle de la Méditerranée occidentale.
- 200 av. J.-C.-200 : nécropole de Krankmårtenhögen (sv) en Laponie méridionale[102]. Tombes à crémation marquées par des alignements de pierres triangulaires. Traces de sacrifices d’animaux.
- Fin IIe siècle av. J.-C. - début du Ve siècle : culture de Przeworsk dans le Sud de la Pologne, en Slovaquie et en Ruthénie subcarpathique[103].